# Ján Orosch
Ján Orosch (sinh ngày 28 tháng 5 năm 1953, tại Bratislava) là một giám mục của Giáo hội Công giáo người Slovakia. Ông đang giữ chức Tổng giám mục của Tổng giáo phận Trnava, Slovakia

## cuộc đời
Sau khi tốt nghiệp Đại chủng viện, ông được giám mục Julius Gábriš  truyền chức linh mục vào ngày 6 tháng 6 năm 1976 tại Bratislava. Ông thi hành mục vụ tại  Bušince, Okoč (1982), Hodruša-Hámre (1983), Vyškovce Ipľom (1984), Nové Zámky (1990), Bratislava-Prievoz (1991), Bratislava-Čunovo (1992).
Giáo hoàng John Paul II vào ngày 2 tháng 4 năm 2004 đã bổ nhiệm ngài làm Giám mục Phụ tá của Bratislava-Trnava và là giám mục chính thức của Semina.  được tấn phong giám mục ngày 2 tháng 5 năm 2004, cùng với Đức Tổng Giám mục Stanislav Zvolenský ngày nay tại Nhà thờ SS. John the Baptist ở Trnava.
Vào ngày 2 tháng 7 năm 2012, Giáo hoàng Biển Đức XVI đã bổ nhiệm ông làm Giám quản Tông Tòa sau khi Tổng Giám mục Róbert Bezák bị bãi nhiệm khỏi Tổng Giáo phận Trnava.  Vào ngày 11 tháng 7 năm 2013, Giáo hoàng Phanxicô đã bổ nhiệm ông làm Giám quản Tông Tòa cho Tổng Giám mục Trnava. Ông có thể chơi guitar tốt.